# Kanton Marensin-Sud
Der Kanton Marensin-Sud (offizielle Schreibweise: Marensin Sud) ist seit 2015 ein französischer Wahlkreis im Arrondissement Dax im Département Landes in der Region Nouvelle-Aquitaine; sein Bureau centralisateur befindet sich in Soustons.

## Gemeinden
Der Kanton besteht aus zwölf Gemeinden mit insgesamt 33.367 Einwohnern (Stand: 1. Januar 2022) auf einer Gesamtfläche von 389,00 km²:
| Gemeinde                | Einwohner 1. Januar 2022 | Fläche km² | Dichte Einw./km² | Code INSEE | Postleitzahl |
| ----------------------- | ------------------------ | ---------- | ---------------- | ---------- | ------------ |
| Angresse                | 2.241                    | 7,68       | 292              | 40004      | 40150        |
| Azur                    | 973                      | 16,94      | 57               | 40021      | 40140        |
| Magescq                 | 2.602                    | 77,12      | 34               | 40168      | 40140        |
| Messanges               | 1.038                    | 34,00      | 31               | 40181      | 40660        |
| Moliets-et-Maa          | 1.303                    | 27,66      | 47               | 40187      | 40660        |
| Saint-Geours-de-Maremne | 2.946                    | 42,90      | 69               | 40261      | 40230        |
| Saubusse                | 1.099                    | 10,53      | 104              | 40293      | 40180        |
| Seignosse               | 3.914                    | 35,09      | 112              | 40296      | 40510        |
| Soorts-Hossegor         | 3.669                    | 14,51      | 253              | 40304      | 40150        |
| Soustons                | 8.445                    | 100,38     | 84               | 40310      | 40140        |
| Tosse                   | 3.455                    | 17,94      | 193              | 40317      | 40230        |
| Vieux-Boucau-les-Bains  | 1.682                    | 4,25       | 396              | 40328      | 40480        |
| Kanton Marensin-Sud     | 33.367                   | 389,00     | 86               | 4009       | –            |